# Blaustaudenhof
Der Blaustaudenhof ist ein Gutshof in Laa an der Thaya in Niederösterreich.

## Geografie
Der Blaustaudenhof liegt 4 km westlich von Laa an der Thaya inmitten der Katastralgemeinde Blaustaudnerhof, deren Fläche 3,82 km² beträgt und wo er das einzige Gebäudeensemble darstellt. Der Gutshof ist für die Statistik ein Teil der Ortschaft Wulzeshofen.

## Geschichte
In einer Urkunde Herzog Heinrichs II. aus dem Jahr 1171 wird das Dorf Plaustauden erwähnt, das 1332 als Lehen des Burggrafen von Nürnberg und später geteilt mit den Johannitern geführt wurde. Durch Pest und Hungersnöte wurde die Ortschaft Blaustauden im 14. Jahrhundert aufgegeben. 1624 war die Kommende Mailberg des Souveränen Malteser Ritterordens im Besitz von Blaustauden. Im Jahr 1933 wurde das Gut an die Hohenauer Zuckerfabrik der Brüder Strakosch verkauft, gelangte 1938 durch Arisierung in den Besitz des Grafen Karl Friedrich Maria von Khuen-Lützow (* 6. März 1879 in Grusbach; † 30. Juni 1963 in Bozen) aus Grusbach und war ab 1948 wieder Eigentum der Hohenauer Zuckerfabrik. 2005 wurde das Gut auf die Gutsverwaltung Blaustauden GmbH & Co KG übertragen.
Gegen Ende des Zweiten Weltkrieges wurden hier ungarische Juden zur Zwangsarbeit angehalten.